# Hesperaptyxis fredbakeri
Hesperaptyxis fredbakeri is een slakkensoort uit de familie van de Fasciolariidae. De wetenschappelijke naam van de soort werd in 1935 voor het eerst geldig gepubliceerd door H.N. Lowe.